# Ungern i olympiska vinterspelen 2006
Ungern deltog med 19 deltagare vid de olympiska vinterspelen 2006 i Turin. Ingen av landets deltagare erövrade någon medalj.